# 布盧明頓 (加利福尼亞州)
布盧明頓（英語：Bloomington）是位於美國加利福尼亞州聖貝納迪諾縣的一個人口普查指定地區。

## 地理
布盧明頓的座標為34°04′13″N 117°23′45″W / 34.07028°N 117.39583°W，而該地最高點為海拔高度335米（即1099英尺）。

## 人口
根據2010年美國人口普查的數據，布盧明頓的面積為15.57平方千米，當中陸地面積為15.57平方千米，而水域面積為0.00平方千米。當地共有人口23879人，而人口密度為每平方千米1,533人。